# A different Kind of Power
A Different Kind of Power ist eine Autobiographie der neuseeländischen Premierministerin Jacinda Ardern (2017–2023), die im Juni 2025 in Deutschland durch den Btb Verlag auch unter dem englischsprachigen Originaltitel veröffentlicht wurde.

## Entstehung
Im Juni 2023 unterschrieb Ardern einen Vertrag mit dem international agierenden Verlag Penguin Books für die Rechte an einem Buch in der Region Australien und Neuseeland.
Ursprünglich zögerte sie, eine Biographie zu veröffentlichen.
Im Januar 2025 kündigte Ardern das Buch für Juni desselben Jahres an, welches vorbestellt werden konnte. Zusätzlich erklärte sie, dass das Buch mehr Informationen über ihre Zeit im Amt der Premierministerin sowie ihres Rücktritts enthält.
Ardern versucht laut eigener Aussage, dass der Leser eine Idee bekommen soll, wie es ist, ein Land zu regieren und dass dies mehr Menschen motivieren soll, im Dienst der Öffentlichkeit zu arbeiten. Dies soll einem typischen politischen Memoir entgegenstehen.
Ardern sprach das Buch selber als Hörbuch ein. Sowohl das Buch als auch das Hörbuch sind auf Deutsch verfügbar.

## Inhalt
Das Buch ist chronologisch korrekt aufgebaut. Dabei beginnt die Erzählung in der Zeit bevor Ardern in der Regierung arbeitete und gibt Einblicke in ihre Familie und Schulzeit.
Ungefähr in der Mitte des Buches akzeptiert Ardern das Amt der Parteivorsitzenden der Labour Party.
Über ihre Zeit als Premierministerin schildert sie Ereignisse wie den bisher einzigen Terroranschlag Neuseelands in Christchurch 2019 oder die Covid-19-Pandemie.
Ardern veröffentlicht in dem Buch außerdem, dass sie ihren Rücktritt zu dem Zeitpunkt ernsthaft in Betracht zog, nachdem bei ihr Ende 2022 der Verdacht auf Brustkrebs bestand, der sich später als falsch herausstellte.